# Na-Ga
Na-Ga（なが）は、ゲーム・漫画の原画家。株式会社ビジュアルアーツ所属。広島県生まれ。

## 原画担当作品
- 儚想〜あねもね〜
- リトルバスターズ!
- リトルバスターズ!エクスタシー
- クドわふたー
- Angel Beats!
- Charlotte
- Summer Pockets
- anemoi[1]

## グラフィック担当作品
パールソフトR
- 儚想〜あねもね〜
- Sweet Days

Key
- AIR
- CLANNAD
- 智代アフター 〜It's a Wonderful Life〜
- リトルバスターズ!
- リトルバスターズ!エクスタシー
- クドわふたー
- Rewrite

## キャラクターデザイン担当作品
- プリマドール[2]
- ヘブンバーンズレッド（キャラクター原案）[3]

## アニメ
- Angel Beats!（キャラクター原案）[4]
- 俺の妹がこんなに可愛いわけがない（第3話 EDイラスト）
- Charlotte（キャラクター原案）[5]
- 神様になった日（キャラクター原案）[6]
- プリマドール（キャラクター原案〈灰桜・灰神楽・遠間ナギ〉、第1話エンディングイラスト・エンドカードイラスト）